# 김유미 (축구인)
김유미(1979년 8월 15일 ~ )는 대한민국의 여자 축구 선수이다. 대한민국 여자 축구 국가대표팀의 일원으로 2003 FIFA 여자 월드컵에 참가했으며, INI스틸에서 뛰었었다.